# Mancomunidad de La Atalaya
La Mancomunidad de Municipios «La Atalaya» es una agrupación voluntaria de municipios para la gestión en común de determinados servicios de competencia municipal, creada por los municipios y localidades pertenecientes a la institución histórica de origen medieval de la Noble Junta de Cabezuelas en la provincia de Segovia, de la comunidad autónoma de Castilla y León, España.
Todos los municipios que la integran son cercanos a La Atalaya. Tiene personalidad jurídica propia, además de la consideración de entidad local. Engloba una población de 14.291 habitantes, 20.000 contando los no censados diseminados en diferentes núcleos de población de la comarca de Tierras de Segovia

## Localidades integradas
La Mancomunidad de La Atalaya está formada por los siguientes ayuntamientos con sus respectivas localidades:
- Ayuntamiento de Palazuelos de Eresma con las localidades de: Palazuelos de Eresma, Tabanera del Monte y Santa María de Robledo (Parque Robledo, Peñas del Erizo, Carrascalejo y Quitapesares).
- Ayuntamiento de Trescasas con las localidades de: Trescasas, Sonsoto, La Atalaya (urbanización).
- Ayuntamiento de La Lastrilla con las localidades de: La Lastrilla y El Sotillo.
- Ayuntamiento de San Cristóbal de Segovia con las localidades de: San Cristóbal de Segovia, Montecorredores y El Terradillo.

Ocasionalmente algunos de los servicios también se prestan en la localidad de Cabanillas del Monte parte del municipio de Torrecaballeros miembro de la Mancomunidad vecina de Fuente del Mojón.
| Municipio                | Capital                  | Área (km²) | Porcentaje de territorio | Población (2022) | Porcentaje de población | Localidades |
| ------------------------ | ------------------------ | ---------- | ------------------------ | ---------------- | ----------------------- | ----------- |
| Palazuelos de Eresma     | Palazuelos de Eresma     | 36,70      | 43%                      | 5.743            | 40,17%                  | 7           |
| Trescasas                | Trescasas                | 32,84      | 38,48%                   | 1.090            | 7,63%                   | 3           |
| La Lastrilla             | La Lastrilla             | 9,44       | 11,06%                   | 4.348            | 30,42%                  | 2           |
| San Cristóbal de Segovia | San Cristóbal de Segovia | 6,35       | 7,44%                    | 3.110            | 21,76%                  | 3           |
| TOTAL                    | TOTAL                    | 85,33      |                          | 14.291           |                         | 15          |

#### Límites
| Noroeste: Segovia, Bernuy de Porreros             | Norte: Bernuy de Porreros, Espirdo, Torrecaballeros | Noreste: Torrecaballeros                                 |
| Oeste: Segovia                                    |                                                     | Este: Rascafría (Madrid)                                 |
| Suroeste: Segovia                                 | Sur: Real Sitio de San Ildefonso                    | Sureste: Real Sitio de San Ildefonso, Rascafría (Madrid) |
| ----Mapa interactivo — Mancomunidad de La Atalaya |                                                     |                                                          |

## Sede
Sus órganos de gobierno y administración tienen su sede alternativamente en los 4 municipios integrantes de la Mancomunidad, de 2023 a 2027 en la localidad de San Cristóbal de Segovia, siendo en ese periodo su presidente Óscar Moral Sanz.

## Fines

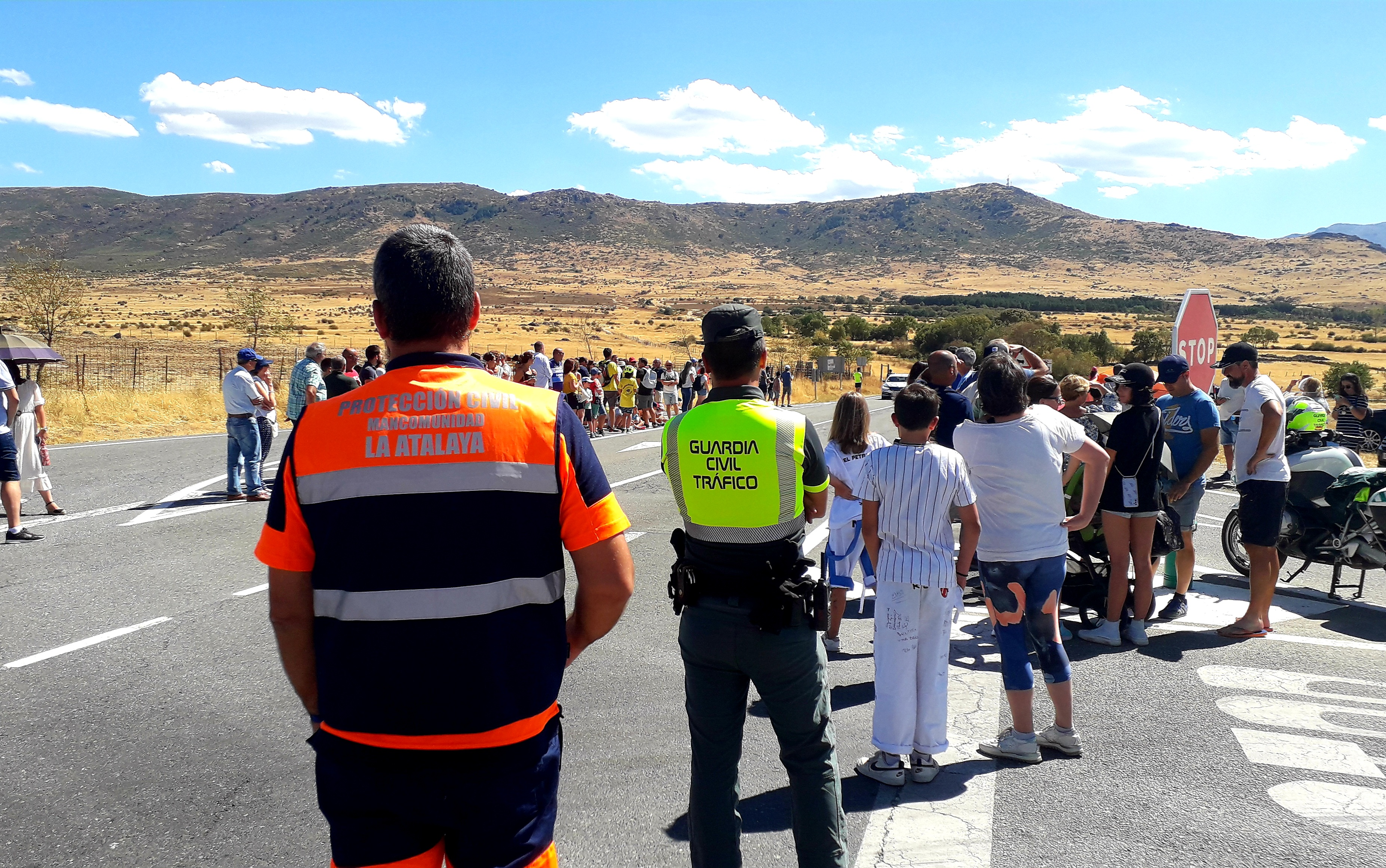
Agente de Protección Civil de la Mancomunidad de La Atalaya cooperando con la Guardia Civil en Trescasas durante la Vuelta Ciclista

- El establecimiento, puesta en funcionamiento, desarrollo y gestión del servicio de recogida domiciliaria de residuos vegetales conjunto a los municipios mancomunados, tanto en lo referente al transporte de los mismos al vertedero que se establezca como a la instalación de contenedores, y al resto de instalaciones complementarias vinculadas directamente con dicho servicio.[6]
- El establecimiento, puesta en funcionamiento, desarrollo y gestión del servicio de recogida domiciliaria de protección civil conjunto a los municipios mancomunados además de la creación de una sede local permanente para esta.[7][8]
- La puesta en funcionamiento de otros servicios que se consideren convenientes para el bienestar de los municipios mancomunados, como los referidos a la gestión de los caudales de agua, sin que suponga la asunción de la totalidad de las competencias asignadas a los respectivos municipios.

## Estructura orgánica
El gobierno, administración y representación de la Mancomunidad corresponde a los siguientes órganos: presidente, vicepresidente, consejo directivo de la mancomunidad y asamblea de concejales.

## Fiestas
- Día de la Cacera Mayor, último sábado de mayo.